# 18ª Brigata aerea dell'esercito "Igor Sikorsky"
La 18ª Brigata aerea autonoma dell'esercito "Igor Sikorsky" (in ucraino 18-та окрема бригада армійської авіації імені Ігоря Сікорського?, 12-ta okrema bryhada armijs'koï aviaciï imeni Ihorja Sikors'koho, unità militare A3384) è un'unità dell'aviazione dell'esercito dell'Ucraina, direttamente subordinata al Comando delle Forze terrestri e con base a Poltava.

## Storia
La brigata venne costituita il 1º ottobre 2015 sulla base di un'unità di riservisti della 831ª Brigata aerotattica, diventando la quarta unità di questo tipo a disposizione delle Forze armate ucraine. Durante la guerra del Donbass ha svolto missioni di evacuazione medica lungo tutta la linea del fronte. Il 5 dicembre 2020 venne ufficialmente dedicata all'ingegnere aeronautico e pioniere dell'aviazione Igor Sikorsky. Nel corso dell'invasione russa dell'Ucraina ha combattuto nelle regioni di Charkiv, Luhans'k, Donec'k e Mykolaïv, e preso parte alle operazioni durante la battaglia dell'Isola dei Serpenti e l'assedio di Mariupol'.

## Simboli
Lo stemma della brigata presenta su fondo verde uno scudetto blu con una croce dorata, che richiama la bandiera della regione di Poltava dove ha sede l'unità. Le tre frecce d'argento incrociate simboleggiano il compito della brigata che attacca il nemico a terra dal cielo, richiamando i tre squadroni che la compongono.

## Comandanti
- Colonnello Serhij Požydajev (2015-2020)
- Colonnello Vitalij Panasjuk (2020-in carica)